# Annika Norlin
Annika Ingrid Maria Norlin, nota anche sotto lo pseudonimo di Säkert! (Östersund, 22 novembre 1977), è una cantante svedese, membro degli Hello Saferide.

## Biografia
Annika Norlin ha fatto il suo debutto da solista con l'album in studio Säkert! (2007), classificatosi 8º nella Sverigetopplistan. Si è successivamente portata a casa un premio Grammis. Sia Facit (2010) che Däggdjur si sono fermati al 2º posto della classifica.
Mentor (2022) ha segnato il suo terzo ingresso nella top ten svedese, mentre En tid att riva sönder (2024) è arrivato 18º.

## Discografia

### Da solista

#### Album in studio
- 2007 – Säkert!
- 2010 – Facit
- 2011 – Säkert! på engelska
- 2017 – Däggdjur
- 2022 – Mentor
- 2024 – En tid att riva sönder (con Jonas Teglund)

#### Singoli
- 2007 – Allt som är ditt
- 2017 – Vi kommer att dö samtidigt
- 2010 – Fredrik
- 2010 – Dansa, fastän
- 2011 – Can I
- 2016 – Snooza
- 2017 – Kommer hända
- 2017 – Inte jag heller
- 2018 – Arktiska oceanen
- 2021 – Hydra/Pengar
- 2021 – Darkest Shade of Dark/Den sista
- 2022 – The Woods
- 2022 – Then I Saw the Light (con Hyena)
- 2023 – Malariaviken (con Zacke)
- 2024 – Jag hänger kvar (con Jonas Teglund)
- 2024 – Full på dan (con Jonas Teglund)

### Hello Saferide
- 2005 – Introducing...Hello Saferide
- 2008 – More Modern Short Stories from Hello Saferide
- 2014 – The Fox, The Hunter and Hello Saferide